# Peter Carew
Peter Carew (Luppitt, 1514 – Ross, 27 novembre 1575) è stato un avventuriero, militare e politico britannico.
Dopo aver preso parte alla rivolta di Wyatt, prestò servizio durante il regno di Elisabetta I d'Inghilterra alla riconquista Tudor dell'Irlanda. La sua biografia venne scritta dal suo amico e consigliere legale, lo storico John Hooker (m. 1601).
Talvolta è indicato come Sir Peter Carew il vecchio, per distinguerlo dal suo primo cugino ed erede, sir Peter Carew, che venne ucciso nel corso della battaglia di Glenmalure nel 1580.

## Biografia

### I primi anni e la carriera
Carew era il figlio terzogenito di sir William Carew, gentiluomo originario del Devon, e nacque a Ottery Mohun (oggi Mohuns Ottery) nella parrocchia di Luppitt. Frequentò la scuola di grammatica di Exeter e poi la St Paul's School di Londra.
Carew venne quindi posto a servizio presso un amico francese di suo padre, ma si sentì spesso demotivato e irrequieto. Prese parte all'assedio di Pavia al servizio di re Francesco I di Francia nel quale il suo tutore morì e venne quindi preso in carico da un marchese il quale poco dopo morì anch'egli. Entrò quindi al servizio di Filiberto di Chalon, principe d'Orange, e alla morte di questi passò al servizio di re Enrico VIII d'Inghilterra con una lettera di raccomandazione della sorella del principe.
Nel 1540, viaggiò all'estero con suo cugino e si portò a visitare Costantinopoli, Venezia, Milano e Vienna, dove suo cugino morì. Prestò servizio militare nella guerra contro la Francia in terra e in mare. Nel 1544, guidò una compagnia di fanti pagati a proprie spese con suo fratello George Carew al comando della nave Mary Rose che successivamente affondò. Per i suoi servigi ottenne il rango di cavaliere nel 1545.
Carew venne eletto deputato al parlamento inglese nel 1545 per la costituente di Tavistock, nel 1547 per Dartmouth, nel 1553 e nel 1559 per il Devon e nel 1563 per Exeter, avendo servito come Alto Sceriffo del Devon nel 1547.
Venne rimproverato per il vigore della risposta che diede nel 1549 alla rivolta del Prayer Book seguita alla pubblicazione del Book of Common Prayer nel Devon ed in Cornovaglia. Nel 1553, proclamò l'elezione della regina Maria I d'Inghilterra nell'ovest dell'Inghilterra. Ad ogni modo, sul finire di quello stesso anno, cospirò assieme ad altri gentiluomini inglesi nella rivolta di Wyatt quando la sovrana rese note le sue intenzioni di voler sposare Filippo II di Spagna. A differenza di molti dei suoi compagni d'avventura, ad ogni modo, riuscì a fuggire agli arresti che seguirono al fallimento della rivolta e si portò in esilio nel continente europeo dal gennaio del 1554. Nel maggio del 1556 venne arrestato con sir John Cheke nelle Fiandre e fece ritorno in Inghilterra a bordo di un peschereccio. Venne imprigionato nella Torre di Londra sino all'ottobre del 1556 quando ebbe pagato i suoi debiti con la Corona.
Sotto il governo di Elisabetta I d'Inghilterra, Carew venne inviato a sedare una disputa sorta tra Lord Grey ed il conte di Norfolk per il privilegio di comandare le armate inglesi impegnate contro i francesi in Scozia all'assedio di Leith. Quando il conte di Norfolk venne condannato per tradimento nel 1572, vi ritrovò Carew che nel frattempo era stato nominato conestabile della Torre di Londra.

### In Irlanda
Nel 1568, Carew si imbarcò nella più importante tra le sue avventure, quando venne inviato dal governo inglese a reclamare per la Corona le terre dell'Irlanda meridionale. Egli era interessato direttamente in questa riconquista voluta dai Tudor dal momento che Enrico II d'Inghilterra, primo signore d'Irlanda, aveva assunto tale titolo nel 1172 all'inizio della conquista cambro-normanna, garantendo la signoria di Cork a Robert FitzStephen, la cui figlia aveva sposato un antenato di Carew.
Carew ottenne il permesso dalla regina di agire in Irlanda e pertanto partì alla volta dell'isola partendo da Ilfracombe nell'agosto del 1568. Giunto sul suolo irlandese, per conto proprio e del governo britannico, contestò i possedimenti di Christopher Cheevers nella signoria di Maston nella contea di Meath, il quale cedette poco dopo che fu iniziato il contenzioso. La baronia di Idrone nella contea di Carlow, che all'epoca era possedimento del clan Kavanagh, venne reclamata e Carew venne nominato capitano del castello di Leighlin (succedendo a sir Thomas Stukley) proprio al centro della baronia.
La situazione si fece più complessa quando Carew andò ad interessarsi ai possedimenti che ricadevano sotto l'autorità della famiglia Butler, una dinastia anglo-normanna che una certa influenza in Irlanda, il cui rappresentante era sir Thomas Butler, X conte di Ormond. Il fratello minore di lord Butler, Edmund, aveva il possedimento del castello di Clogrenan, posto ad alcune miglia a nord di Leighlin (che era stato acquistato dal clan Kavanagh da suo padre) e sentendosi accerchiato dalle autorità inglesi lanciò un improvviso attacco a Carew ed ai suoi uomini, i quali si vendicarono attaccando il castello di Clogrenan ed ottenendone facilmente il controllo. Questo attacco creò dei malumori a livello locale e scatenò le cosiddette "guerre dei Butler", le quali portarono poi alla prima delle rivolte dei Desmond.
Carew proseguì la sua campagna militare contro i Butler, ma non contento delle acquisizioni ottenute sulle terre irlandesi e del reclamo dei propri diritti d'eredità, estese le proprie ambizioni anche oltre. Nell'aprile del 1569, il consiglio privato a Londra gli approvò l'idea di creare delle piantagioni in società con sir Warham St Leger, sir Humphrey Gilbert e sir Richard Grenville, confiscando delle terre a Baltimore sulla costa della provincia di Munster, espellendone i ribelli ed introducendovi dei coloni inglesi. Il suo consigliere legale di Carew, John Hooker, era nel frattempo divenuto un importante membro del parlamento irlandese a Dublino.
La successiva prima rivolta dei Desmond (1569-1573) vide i ribelli sotto la guida di James FitzMaurice FitzGerald impegnati in un sanguinoso conflitto lungo la costa di Munster, assediare la città di Cork, tra le altre, con la sola richiesta che la colonizzazione inglese cessasse. Entrambe le parti si acquietarono e riconobbero che le pretese di Carew si erano spinte troppo oltre. A quel punto la regina decise di richiamare Carew in Inghilterra. Carew tornò nuovamente in Irlanda nel 1574 dopo aver rifiutato l'incarico di parlamentare offertogli dalla regina, deciso a riprendere le diatribe per i propri possedimenti, ma morì di malattia il 27 novembre 1575 nel villaggio di Ross (attuale New Ross), nella contea di Waterford.

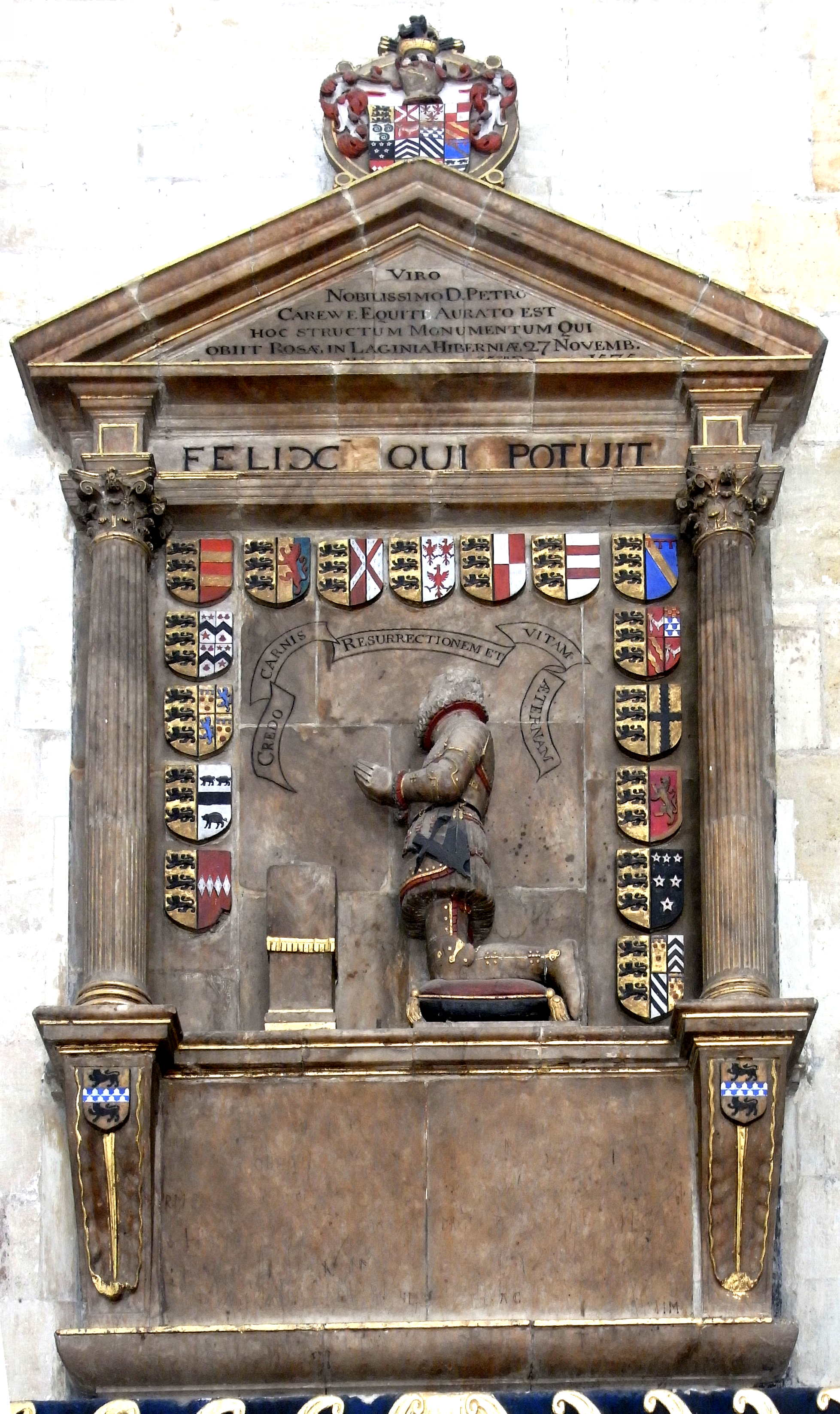
Monumento a Carew nella cattedrale di Exeter, fatto erigere da John Hooker (m.1601)

Carew venne sepolto nella cattedrale di Waterford, nella parte meridionale. La cattedrale venne ricostruita nel XVIII secolo e nulla rimane oggi della sua tomba. Vi è ad ogni modo un monumento commemorativo a lui dedicato presso la cattedrale di Exeter, fatto erigere da John Hooker.
Il suo testamento, datato 4 luglio 1574, venne aperto nel febbraio del 1576. Non avendo avuto eredi, nominò suoi eredi i cugini Peter e (m.1580) e George (1555–1629); quest'ultimo venne successivamente nominato conte di Totnes.